# Chiang Saen
Chiang Saen (Thai: เชียงแสน; IPA: [tɕʰīaŋ sɛ̌ːn]) és un districte del nord de Tailàndia, al nord de la província de Chiang Rai. La capital és Wiang. La població el 2015 era 53.500 habitants.

## Història
La ciutat hauria estat construïda el 545 per emigrants tais procedents de Yunnan. Vers el segle xiv era una important població del regne de Lanna fundada per Saen Phu (net de Mongrai) vers 1325 o 1328. Fou un dels principats feudataris dels reis de Lanna i va seguir les vicissituds del regne; el 1775 va quedar en mans de Kawila de Lampang, després de ser una base birmana; la ciutat va quedar deserta i els habitants enviats a Lampang i Chiang Mai. A la zona queden diverses ruïnes com Wat Pa Sak on hi ha un phrathat ben conservat en estil lanna.
Es va convertir en districte a principis del segle XX amb un subdistricte a la part central que fou abolit el 1925. El 1927 el districte fou reorganitzat amb el nom de Chiang Saen Luang (เชียงแสนหลวง) amb el subdistricte anomenat Chiang Sen. El 1939 el districte fou rebatejat Mae Chan. El subdistricte fou convertit en districte el 6 d'abril de 1957. El districte compta avui amb 6 subdistrictes.